# Velika nagrada Japonske 2007
Velika nagrada Japonske 2007 je bila petnajsta dirka Svetovnega prvenstva Formule 1 v sezoni 2007. Odvijala se je 30. septembra 2007 na dirkališču Fuji Speedway.

## Rezultati

### Kvalifikacije
| Poz | Dirkač               | Konstruktor        | 1. del   | 2. del     | 3. del   |
| --- | -------------------- | ------------------ | -------- | ---------- | -------- |
| 1   | Lewis Hamilton       | McLaren-Mercedes   | 1:25,489 | 1:24,753   | 1:25,368 |
| 2   | Fernando Alonso      | McLaren-Mercedes   | 1:25,379 | 1:24,806   | 1:25,438 |
| 3   | Kimi Räikkönen       | Ferrari            | 1:25,390 | 1:24,988   | 1:25,516 |
| 4   | Felipe Massa         | Ferrari            | 1:25,359 | 1:25,049   | 1:25,765 |
| 5   | Nick Heidfeld        | BMW Sauber         | 1:25,971 | 1:25,248   | 1:26,505 |
| 6   | Jenson Button        | Honda              | 1:26,614 | 1:25,454   | 1:26,913 |
| 7   | Mark Webber          | Red Bull-Renault   | 1:25,970 | 1:25,535   | 1:26,914 |
| 8   | Sebastian Vettel     | Toro Rosso-Ferrari | 1:26,025 | 1:25,909   | 1:26,973 |
| 9   | Robert Kubica        | BMW Sauber         | 1:26,300 | 1:25,530   | 1:27,225 |
| 10  | Giancarlo Fisichella | Renault            | 1:26,909 | 1:26,033   |          |
| 11  | Heikki Kovalainen    | Renault            | 1:27,223 | 1:26,232   |          |
| 12  | David Coulthard      | Red Bull-Renault   | 1:26,904 | 1:26,247   |          |
| 13  | Jarno Trulli         | Toyota             | 1:26,711 | 1:26,253   |          |
| 14  | Vitantonio Liuzzi    | Toro Rosso-Ferrari | 1:27,234 | 1:26,948   |          |
| 15  | Ralf Schumacher      | Toyota             | 1:27,191 | brez časa† |          |
| 16  | Nico Rosberg‡        | Williams-Toyota    | 1:26,579 | 1:25,816   | 1:26,728 |
| 17  | Rubens Barrichello   | Honda              | 1:27,323 |            |          |
| 18  | Alexander Wurz       | Williams-Toyota    | 1:27,454 |            |          |
| 19  | Anthony Davidson     | Super Aguri-Honda  | 1:27,564 |            |          |
| 20  | Adrian Sutil         | Spyker-Ferrari     | 1:28,628 |            |          |
| 21  | Takuma Sato          | Super Aguri-Honda  | 1:28,762 |            |          |
| 22  | Sakon Jamamoto       | Spyker-Ferrari     | 1:29,668 |            |          |

- ‡ - Nico Rosberg je izgubil deset mest zaradi menjave motorja.
- † - Ralf Schumacher zaradi trčenja v prvem delu kvalifikacij, v drugem delu ni dirkal.

### Dirka
| Poz | Št | Dirkač               | Konstruktor        | Krogi | Čas/Odstop    | Št. m. | Toč |
| --- | -- | -------------------- | ------------------ | ----- | ------------- | ------ | --- |
| 1   | 2  | Lewis Hamilton       | McLaren-Mercedes   | 67    | 2:00:34,579   | 1      | 10  |
| 2   | 4  | Heikki Kovalainen    | Renault            | 67    | + 8,377 s     | 11     | 8   |
| 3   | 6  | Kimi Räikkönen       | Ferrari            | 67    | + 9,478 s     | 3      | 6   |
| 4   | 14 | David Coulthard      | Red Bull-Renault   | 67    | + 20,297 s    | 12     | 5   |
| 5   | 3  | Giancarlo Fisichella | Renault            | 67    | + 38,864 s    | 10     | 4   |
| 6   | 5  | Felipe Massa         | Ferrari            | 67    | + 49,042 s    | 4      | 3   |
| 7   | 10 | Robert Kubica        | BMW Sauber         | 67    | + 49,285 s    | 9      | 2   |
| 8   | 20 | Adrian Sutil         | Spyker-Ferrari     | 67    | + 1:00,129    | 20     | 1   |
| 9   | 18 | Vitantonio Liuzzi    | Toro Rosso-Ferrari | 67    | + 1:20,622*   | 14     |     |
| 10  | 8  | Rubens Barrichello   | Honda              | 67    | + 1:28,342    | 17     |     |
| 11  | 7  | Jenson Button        | Honda              | 66    | Vzmetenje     | 6      |     |
| 12  | 21 | Sakon Jamamoto       | Spyker-Ferrari     | 66    | +1 krog       | 22     |     |
| 13  | 12 | Jarno Trulli         | Toyota             | 66    | +1 krog       | 13     |     |
| 14  | 9  | Nick Heidfeld        | BMW Sauber         | 65    | Okvara        | 5      |     |
| 15  | 22 | Takuma Sato          | Super Aguri-Honda  | 65    | Trčenje       | 21     |     |
| Ods | 11 | Ralf Schumacher      | Toyota             | 55    | Predrta guma  | 15     |     |
| Ods | 23 | Anthony Davidson     | Super Aguri-Honda  | 54    | Pedal za plin | 19     |     |
| Ods | 16 | Nico Rosberg         | Williams-Toyota    | 49    | Elektronika   | 16     |     |
| Ods | 19 | Sebastian Vettel     | Toro Rosso-Ferrari | 46    | Trčenje       | 8      |     |
| Ods | 15 | Mark Webber          | Red Bull-Renault   | 45    | Trčenje       | 7      |     |
| Ods | 1  | Fernando Alonso      | McLaren-Mercedes   | 41    | Trčenje       | 2      |     |
| Ods | 17 | Alexander Wurz       | Williams-Toyota    | 19    | Trčenje       | 18     |     |

- Vitantonio Liuzzi je dobil 25 sekund pribitka zaradi prehitevanja ob rumeni zastavi.